# ステイシー・オリコ

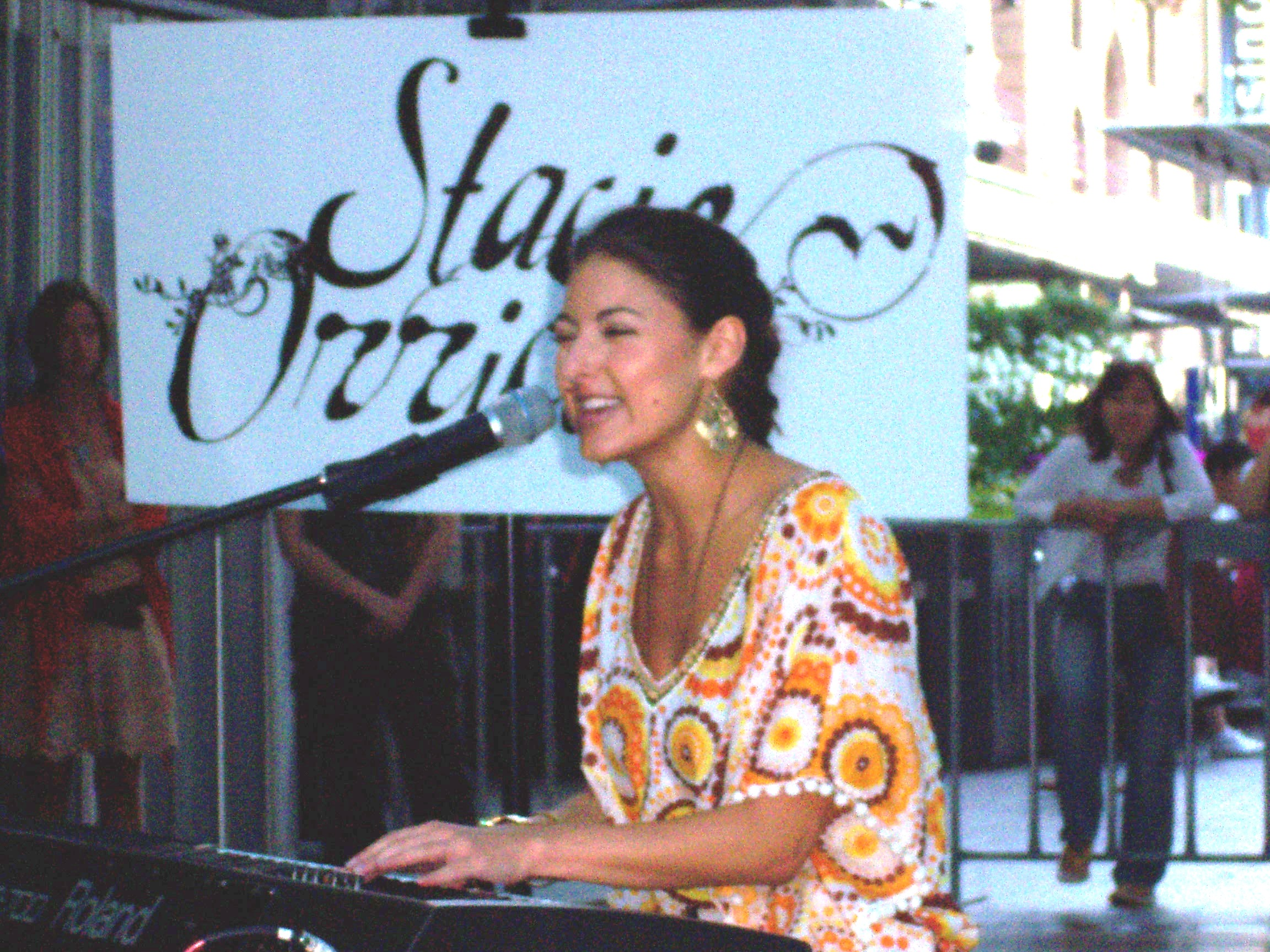
ステイシー・オリコ

ステイシー・ジョイ・オリコ（Stacie Joy Orrico、1986年3月3日 - ）は歌手。
アメリカ合衆国ワシントン州シアトル出身のイタリア系アメリカ人。

## 来歴
1998年、12歳の時、キリスト教系の音楽祭に参加。軽い気持ちでクリスチャン・タレント・コンテストに出場したステイシーは優勝し、EMIのキリスト教音楽レーベル、フォアフロント・レコードと契約。2000年、14歳の時、デビュー・アルバム"Genuine"（ジェニュイン）をリリース。ビルボードのヒートシーカーズ・チャートで1位を獲得。同アルバムからのシングル"Don't Look At Me"（ドント・ルック・アット・ミー）もクリスチャン・ミュージック・チャートで10週連続上位を記録し、同アルバムは50万枚以上をセールス。プラチナにも輝いた。2001年には、デスティニーズ・チャイルドのアメリカ・ツアーのオープニング・アクトを務め、2002年冬、ヴァージン・レコードと契約を結ぶ。
そして家族と共にナッシュビルに移り、2003年3月に自身2枚目、ヴァージンから初のアルバム"Stacie Orrico"（ステイシー・オリコ）をリリース。ファーストシングル"Stuck"（スタック）がU.S. Pop 11を記録し一躍大スターとなり、2003年8月6日、同アルバムで日本デビューを果たす。同アルバムからのセカンドシングル"(There's Gotta Be) More to Life"（モア・トゥ・ライフ）もヒットし、ステイシーが9人の役（母親、ストリートミュージシャン、マラソンランナー、スーパーモデル、ウエイトレス、キャリアウーマン、強盗団、スパイ、本人）を演じるユニークなミュージックビデオも話題となった。そしてこのアルバムは、全世界で300万枚、日本だけで90万枚以上をセールスし、大成功を収める。
2004年2月には、ジャパン・ツアーを行い、後に東京公演の模様を収録した"Live In Japan"（ライヴ・イン・ジャパン）を8月にCDと9月にDVDでそれぞれリリース（USではDVDのみ）。このあとステイシーは、音楽から離れようと決意。家族の元に帰り、充電期間へと入る。
そして充電期間を経て、2006年8月14日に3枚目のアルバム"Beautiful Awakening"（ビューティフル・アウェイクニング）を日本先行リリース。このアルバムのプロモーションで再来日し、ファーストシングル"I'm Not Missing You"（アイム・ノット・ミッシング・ユー）を日本の音楽番組で披露。アメリカでのアルバムリリースを待たずに早くもセカンドシングル"So Simple"（ソー・シンプル）を発表する。しかしアルバムはアメリカでは正式リリースされず、日本でも約10万枚とセールス的には低調だった。その後、2007年3月にヴァージン・レコードとの契約を解除したのち、同年11月28日に日本のみでベスト・アルバムがリリースされた。
ベスト・アルバムのリリース後は本人名義での作品はリリースされていないものの、2012年にアメリカのロックバンドザ・フレイがリリースしたアルバム"Scars & Stories" (スカーズ・アンド・ストーリーズ)のiTunes USストア用ボーナストラックとして収録された楽曲"Ready Or Not"(ソウル・ヴォーカル・グループのThe Delfonicsの楽曲を、ヒップホップ・グループのフージーズがリメイクしたバージョンをカヴァーしている)に参加している。

## 人物
セレブリティ的なライフスタイルには違和感を示しており、「私はそういうんじゃないから。そんな時間があるなら、もっといい曲を書けるように努力したい」と発言している。
また、「好きな俳優はケーリー・グラント」と発言するなど、古風でかわいらしい一面も持っており、年代を問わず多くのファンを獲得している。
2013年5月、幼い頃から彼女の曲を好んで聴いていたという歌手のクリスティーナ・グリミーとの対面が実現した。
2016年6月10日のコンサート終了後、ファンの握手とサインに応じていたクリスティーナ・グリミーが射殺された事件について、「私の心は完全に打ち砕かれた」とTwitterに投稿した。

## ディスコグラフィー

### アルバム
- ジェニュイン - "Genuine"（2000年）

- ステイシー・オリコ - "Stacie Orrico"（2003年）

- ビューティフル・アウェイクニング - "Beautiful Awakening"（2006年）

### シングル
- Don't Look At Me（2000年）
- Genuine（2000年）
- Everything（2000年）
- Stuck（2003年）
- (there's gotta be)More To Life（2003年）
- I Promise（2004年）
- I Could Be The One（2004年）
- I'm Not Missing You（2006年）
- So Simple（2006年）

### 日本でのシングル
- モア・トゥ・ライフ/アイ・プロミス - "(there's gotta be)More To Life/I Promise"（2003年）
  1. モア・トゥ・ライフ - (there's gotta be)More To Life
  2. アイ・プロミス - I Promise
  3. モア・トゥ・ライフ（ドクター・オクターヴォ・リミックス・レディオ・エディット） - (there's gotta be)More To Life (Dr.Octavo Remix Radio Edit)
  4. モア・トゥ・ライフ（インストゥルメンタル） - (there's gotta be)More To Life (Instrumental)

- アイム・ノット・ミッシング・ユー - "I'm Not Missing You"（2006年）
  1. アイム・ノット・ミッシング・ユー（ラジオ・エディット） - I'm Not Missing You (Radio Edit)
  2. タントラム - Tantrum
  3. アイム・ノット・ミッシング・ユー（フル・ファット・アンダーグラウンド・リミックス） - I'm Not Missing You (Full Phatt Underground Remix)

### DVD
- ライヴ・イン・ジャパンDVD - "Live In Japan DVD"（2004年）

### その他
- クリスマス・ウィッシュ - "Christmas Wish"（2001年） クリスマス・アルバム
- ライヴ・イン・ジャパン - "Live In Japan"（2004年）ライヴ・アルバム ※日本限定リリース
- ベスト・オブ・ステイシー・オリコ - "Best of Stacie Orrico" （2007年） ベスト・アルバム ※日本限定リリース